# Роже Тессьєр
Роже Тессьєр (фр. Roger Tessier, 14 січня 1939, Нант) — французький композитор, співзасновник (разом із Трістаном Мюрайом та ін.) Ensemble l'Itinéraire.

## Основні твори
- 1962 Automne для мішаного хору
- 1971 Mouvements II для фортепіано
- 1975 Danses pour Annaig для гобоя, арфи та струнного оркестру
- 1979 Claire-Obscur для сопрано, флейти, валторни та електроніки
- 1987 Coalescene для кларнету та двох оркестрів
- 1988 Scène III для віолончелі та плівки
- 1992 Scène IV для двох валторн на тексти Еміля Чорана
- 1992 L'ombre de Narcisse для 11-ти інструментів
- 1994 Electric Dream Fantasy для тріо хвиль Мартено
- 1998 Envol. A la mémoire de Nicolas de Stael для октету